# Gennadi Semjonowitsch Ossipow
Gennadi Semjonowitsch Ossipow (russisch Геннадий Семёнович Осипов; * 13. Oktober 1948 in Machatschkala; † 7. Juli 2020 in Israel) war ein sowjetisch-russischer Kybernetiker, Informatiker und Hochschullehrer.

## Leben
Ossipow stammte aus einer Bergjuden-Familie. Seine Eltern waren der Ingenieur Semjon (Simcha) Schamajewitsch Ossipow (* 1919) und die Russisch-Lehrerin Asja Nechamijewna Mussachanowa (1921–2020). Die Bildhauerin Tamara Mussachanowa war seine Tante. Er studierte an der Staatlichen Universität Rostow am Don in der Physikalischen Fakultät mit Abschluss 1972.
Ab 1974 arbeitete Ossipow als Programmierer im Industrie-Rechenzentrum in Machatschkala. 1979 wurde er Aspirant im Moskauer Rechenzentrum der Akademie der Wissenschaften der UdSSR (AN-SSSR, seit 1991 Russische Akademie der Wissenschaften (RAN)) bei Dmitri Pospelow. Am Ende der Aspirantur 1982 verteidigte er seine Dissertation über semiotische Modelle der Steuerung diskreter Prozesse in komplexen Systemen mit Erfolg für die Promotion zum Kandidaten der physikalisch-mathematischen Wissenschaften. Darauf lehrte er am Lehrstuhl für praktische Mathematik der Staatlichen Dagestan-Universität in Machatschkala.
Ab 1984 leitete Ossipow das Laboratorium des Instituts für Programmier-Systeme (IPS) der AN-SSSR/RAN in Weskowo bei Pereslawl-Salesski. 1994 verteidigte er seine Doktor-Dissertation über Theorie und Technik des Aufbaus einer Wissensbasis auf der Basis des Zusammenspiels der Wissenserwerbsmethoden mit Erfolg für die Promotion zum Doktor der physikalisch-mathematischen Wissenschaften. Die Ernennung zum Professor folgte 1998. 2004 wurde er wissenschaftlicher Vizedirektor und Leiter des Laboratoriums für intelligente Systeme des Moskauer Instituts für Systemanalyse der RAN.
Ossipow lehrte am Moskauer Institut für Physik und Technologie (MFTI) als stellvertretender Leiter des Lehrstuhls für System-Forschung und hielt Vorlesungen an der Technischen Bauman-Hochschule Moskau am Lehrstuhl für mathematische Modellierung und an der Russischen Universität der Völkerfreundschaft.
Seit 1996 war Ossipow Präsident der Russischen Assoziation für Künstliche Intelligenz als Nachfolger seines Lehrers Dmitri Pospelow. Er war Fellow of European Coordinating Committee for Artificial Intelligence (ECCAI fellow).
Ossipow litt an einer anhaltenden schweren Krankheit und begab sich zur Heilbehandlung nach Israel, wo er am 7. Juli 2020 starb.

## Werke (Auswahl)
- Expert system tools for badly structured fields / Artificial Intelligence and Information-Control Systems of Robots-87. I.Plander (editor). Elsevier Science Publishers B.V. (North-Holland), 1987.
- The Method of direct Knowledge Acquisition from Human Experts. Proceedings of the 5th Banff Knowledge Acquisition for Knowledge-Based Systems Workshop, Banff, Canada, November, 1990.
- Formulation of Subject Domain Models: Part 1. Heterogeneous Semantic Nets. Journal of Computer and Systems Sciences International. Scripta Technica Inc., New-York, 1992.
- Construction of Subject Domain Models: Part II. Direct Knowledge Acquisition in the SIMER System. Journal of Computer and Systems Sciences International. Scripta Technica Inc., New-York, 1992.
- Special Knowledge and the Reasoning Mechanism in Problems of Conceptual Analysis. Journal of Computer and Systems Sciences International, 32(1), Scripta Technica Inc., 1994.
- Semiotic Modelling and Situation Control. Proc. of the 10th IEEE Internat. Simposium on Intelligent Control. Monterey, California, 1995.
- Semantic Types of Natural Language Statements. Proc. of the 10th IEEE Internat. Simposium on Intelligent Control. Monterey, California, 1995.
- Method for Extracting Semantic Types of Natural Language Statements from Texts. Proc. 10th IEEE Intern. Simposium on Intelligent Control. Monterey, California, 1995.
- Semiotic Modeling. Proc. of the Workshop on Situation Control and Cybernetics/Semiotics Modeling. Columbus, Ohio, 1995.
- Semiotic Systems and Models. Proc. of the 12th European Conference on Artificial Intelligence. Workshop on Applied Semiotics. Budapest, 1996.
- Evolving algebra's and labeled deductive systems for the semantic network based reasoning. Proc. of the 12th European Conference on Artificial Intelligence. Workshop on Applied Semiotics. Budapest, 1996.
- Interactive Synthesis of Knowledge Base Configuration. Proc. of the Second Joint Conference on Knowledge-Based Software Engineering. Sozopol, Bulgaria, 1996.
- Developing Models of a World with Regard for its Dynamics - General Principles. Proc. of SCI'97 - World Multiconference on Systemics, Cybernetics and Informatics, Vol.3, Caracas, Venezuela, 1997.
- Knowledge in semiotic models. Proc. of the Second Workshop on Applied Semiotics 7th Int. Conference AIICSR’97, Slovakia, 1997.
- Applied semiotics and intelligent control. Proc. of the Second Workshop on Applied Semiotics 7th Int. Conference AIICSR’97, Slovakia, 1997.
- Intelligent system for fish stock prediction and allowable catch evaluation. Proceedings of the Workshop on Binding Environmental Sciences and Artificial Intelligence, 13th European Conference on Artificial Intelligence (ECAI’98), Brighton, UK, 1998.
- Dynamics in Integrated Knowledge-Based Systems. Proceedings of the 1998 IEEE Joint Conference, Gaithersburg, MD, USA, 1998.
- Intelligent system for fish stock prediction and allowable catch evaluation. Environmental modelling & software, Elsevier Science Ltd., Volume 14, issue 5, 1999.
- Origins of Applied Semiotics. Proc. of the Workshop "Applied Semiotics: Control Problems (ASC 2000)". ECAI2000. 14th European Conference of Artificial Intelligence, Berlin, 2000.
- Attainable Sets and Knowledge Base Architecture in Discrete Dynamic Knowledge-based Systems. Proc. of the Workshop "Applied Semiotics: Control Problems (ASC 2000)". ECAI2000. 14th European Conference of Artificial Intelligence, Berlin, 2000.
- Architecture and Controllability of Knowledge-Based Discrete Dynamical Systems. Journal of Computer and Systems Sciences International, Vol.39, N 5, 2000.
- Dynamic Intelligent Systems: I. Knowledge Representation and Basic Algorithms. Journal of Computer and Systems Sciences International, Vol. 41, No. 6, 2002.
- Graphical Methods of Control for Safe Spacecraft Docking. 6th German-Russian Workshop “Pattern Recognition and Image Analysis” (OGRW-6-2003). Workshop Proceeding, Novosibirsk V.1.
- Dynamics in Semiotics. Proceedyngs. Integration of Knowledge Intensive Multi-agent Systems Conference, 2003, USA, Cambridge, MA. pp. 653–658.
- Dynamic Intelligent Systems: II. Computer Simulation of Task-Oriented Behavior. Journal of Computer and Systems Sciences International, Vol. 42, No. 1, 2003.
- Goal – Orientation for Systems with Proper Behaviour. In knowledge-Based Software Engineering // IOS Press, 2004, p 189- 196.
- Linguistic Knowledge for Search Relevance Improvement. Proceedings of Joint conference in knowledge-based software Engineering JCKBSE'06 IOS Press, 2006.
- Workflows and Their Discovery from Data. Proc. of International Conference on Integration of Knowledge Intensive Multi-Agent Systems (KIMAS-2007), Waltham, MA, USA.
- Limit behaviour of the dynamic rule-based systems. Proc. of the 13th international conference Knowledge – Dialog - Solution, Bulgary, Varna, 2007.
- Self-organizing and limit behaviour of dynamic knowledge - based systems. Proc. of Nineteenth European Meeting on Cybernetics and Systems, Vienna, 2008.